# Ajn an-Nasr
Ajn an-Nasr (arab. عين النسر) – miasto w Syrii, w muhafazie Hims. W 2004 roku liczyło 604 mieszkańców.